# Zadržení
Zadržení je jeden z prostředků k zajištění osoby pro účely trestního řízení. Je upraveno § 75 a § 76 a následujícími zákona č. 141/1961 Sb., trestního řádu. Jeho podstatou je časově limitované krátkodobé omezení osobní svobody určité osoby ze strany policejního orgánu. Se zadrženým jsou prováděny úkony trestního řízení a v mezidobí je umístěn v policejní cele. Ze zadržení je osoba buď propuštěna na svobodu, nebo je rozhodnuto soudem o vzetí osoby do vazby.

## Zadržení obviněného
Podle § 75 trestního řádu obviněného může policejní orgán zadržet sám, jestliže je dán některý z důvodů vazby. Provedené zadržení je povinen bezodkladně ohlásit státnímu zástupci. Policejní orgán, který provedl zadržení, zadrženou osobu vyslechne a o jejím výslechu sepíše protokol, v němž označí místo, čas a bližší okolnosti zadržení a uvede osobní údaje zadržené osoby, jakož i podstatné důvody zadržení. Nepropustí-li policejní orgán obviněného na svobodu, předá státnímu zástupci opis protokolu sepsaného při zadržení a další materiály potřebné pro podání případného návrhu na vzetí obviněného do vazby. Takový návrh může být podán soudu nejpozději do 48 hodin od zadržení, jinak musí být zadržený propuštěn na svobodu. Spolu s návrhem je zadržený obviněný odevzdán soudu. Soudce je povinen zadrženého vyslechnout do 24 hodin od doručení návrhu a rozhodnout buď že obviněného bere do vazby, nebo že ho propouští na svobodu. Je-li vzat do vazby, je obviněný policejní hlídkou předán příslušníkům vězeňské služby v příslušné vazební věznici. Proti rozhodnutí o vzetí do vazby má obviněný právo podat stížnost. Ta však nemá odkladný účinek, což znamená, že pokud je tedy obviněný vzat do vazby, je tam ihned eskortován a zůstává ve vazební věznici do doby vyřízení své stížnosti nadřízeným soudem.

## Zadržení podezřelého
Osobu, která je podezřelá ze spáchání trestného činu a proti které dosud nebylo zahájeno trestní stíhání (nebyla obviněna), může podle § 76 odst. 1 trestního řádu policejní orgán, jestliže je dán některý z důvodů vazby, v naléhavých případech zadržet jen s předchozím souhlasem státního zástupce. Bez takového souhlasu lze zadržení provést, pouze jestliže věc nesnese odkladu a souhlas nelze předem vyžádat, zejména pokud byl podezřelý přistižen při páchání trestného činu nebo zastižen na útěku. Není-li podezření rozptýleno a je-li proti podezřelému zahájeno trestní stíhání, i zde platí lhůta 48 hodin od zadržení pro podání návrhu na vzetí do vazby, jinak je třeba zadrženého propustit na svobodu.

## Občanské zadržení podezřelého
Osobní svobodu osoby, která byla přistižena při trestném činu nebo bezprostředně poté, smí podle § 76 odst. 2 trestního řádu omezit kdokoli, pokud je to nutné ke zjištění její totožnosti, k zamezení útěku nebo k zajištění důkazů (tzv. občanské zadržení). Zadrženou osobu je povinen ihned předat policejnímu orgánu a pokud to není možné, tak alespoň omezení osobní svobody tomuto orgánu bez odkladu oznámit. Dále se postupuje obdobně jako při zadržení realizovaném policejním orgánem.

## Zadržení některých ústavních činitelů
Podle čl. 27 odst. 5 Ústavy lze poslance nebo senátora zadržet pouze tehdy, pokud byl dopaden při páchání trestného činu nebo bezprostředně poté. Příslušný orgán je pak povinen zadržení ihned oznámit předsedovi komory, jejímž je zadržený členem; nedá-li předseda komory do 24 hodin od zadržení souhlas k odevzdání zadrženého soudu, je příslušný orgán povinen ho propustit. Na své první následující schůzi komora rozhodne o přípustnosti stíhání s konečnou platností.
Podle čl. 86 odst. 2 Ústavy lze soudce Ústavního soudu zadržet jen, byl-li dopaden při spáchání trestného činu, anebo bezprostředně poté. Příslušný orgán je povinen zadržení ihned oznámit předsedovi Senátu. Nedá-li předseda Senátu do 24 hodin od zadržení souhlas k odevzdání zadrženého soudu, je příslušný orgán povinen ho propustit. Na své první následující schůzi Senát rozhodne o přípustnosti trestního stíhání s konečnou platností.
Prezidenta republiky pak podle čl. 65 odst. 1 Ústavy nelze zadržet nikdy.